# La Chapelle-Montmoreau
La Chapelle-Montmoreau, okzitanisch La Chapela de Mont Maurelh, ist eine französische Gemeinde mit 75 Einwohnern (Stand 1. Januar 2022) im Arrondissement Nontron im Norden des Départements Dordogne in der Region Nouvelle-Aquitaine. Sie gehört zum Kanton Brantôme en Périgord. Zuständiger Gemeindeverband ist die Communauté de communes Dronne et Belle. Die Einwohner werden als Chapellois bzw. Chapelloises bezeichnet.

## Etymologie
La Chapelle-Montmoreau, okzitanisch La Chapela de Mont Maurelh leitet sich ab vom Nordokzitanischen chapela (Kapelle) und mont (Berg, Anhöhe). Maurelh ist wahrscheinlich ein Eigenname. Jedoch bedeutet moreau dunkelbraun im Französischen.

## Geographie

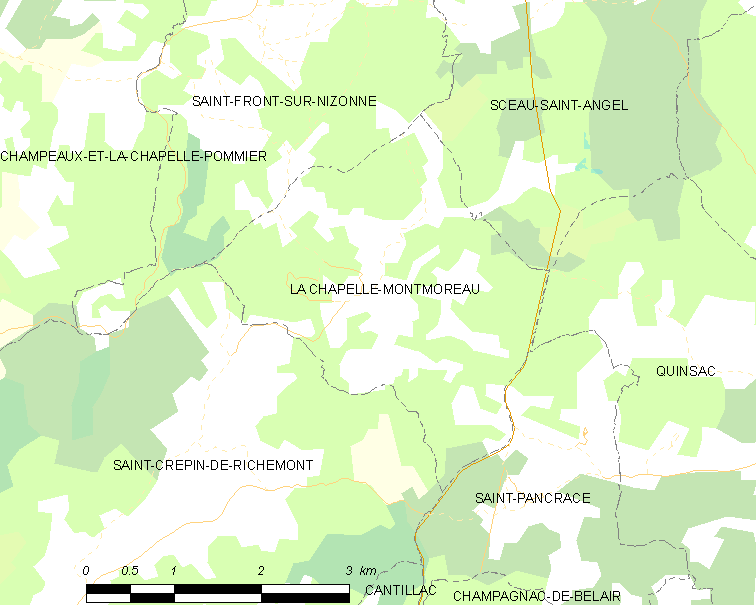
Lagekarte von La Chapelle-Montmoreau

La Chapelle-Montmoreau liegt neun Kilometer südsüdwestlich von Nontron und neun Kilometer nördlich von Brantôme entfernt (Luftlinie). Die Gemeinde wird von folgenden fünf Nachbargemeinden umgeben:
| Saint-Front-sur-Nizonne                                  |                                             | Sceau-Saint-Angel |
|                                                          | Kompassrose, die auf Nachbargemeinden zeigt | Quinsac           |
| Brantôme en Périgord (vormals Saint-Crépin-de-Richemont) |                                             | Saint-Pancrace    |

Die Gemeinde besteht neben dem Ortskern aus folgenden Weilern, Gehöften, einer ehemaligen Mühle, einem Schloss, einem Herrenhaus und einem Geländepunkt:
Château de Lannet, Chaumon (Ruine), Chez Picayne, Domaine de Montmoreau, Filoine, Fruchaudière, Jourdonnière, La Pépie, Lamond, Le Grand Clos, Maison Neuve, Moulin de Bernillou (Ruinen), Parelière, Pradarier, Puysec und Sainte Marie des Bois.
Der topographisch niedrigste Punkt in der Gemeinde mit 150 Metern über dem Meeresspiegel liegt am Boulou im Südwesten, der höchste Punkt mit 225 Metern befindet sich nördlich von Fruchaudière an der Nordgrenze zu Saint-Front-sur Nizonne. Der maximale Höhenunterschied beträgt 75 Meter.

### Verkehrsanbindung
Der Ortskern von La Chapelle-Montmoreau ist über zwei Kommunalstraßen zu erreichen, welche von der D 675 (Nontron – Brantôme) in Westrichtung abzweigen. Über eine den Ortskern in Nordwestrichtung verlassende Kommunalstraße kann sowohl Saint-Front-sur-Nizonne als auch die D 84 von Nontron nach Ribérac erreicht werden. Eine an der rechten Talseite des Boulous entlang führende Kommunalstraße ermöglicht über Saint-Crépin-de-Richemont den Anschluss an die Schnellstraße D 939 Périgueux – Angoulême.

### Bodenbedeckung

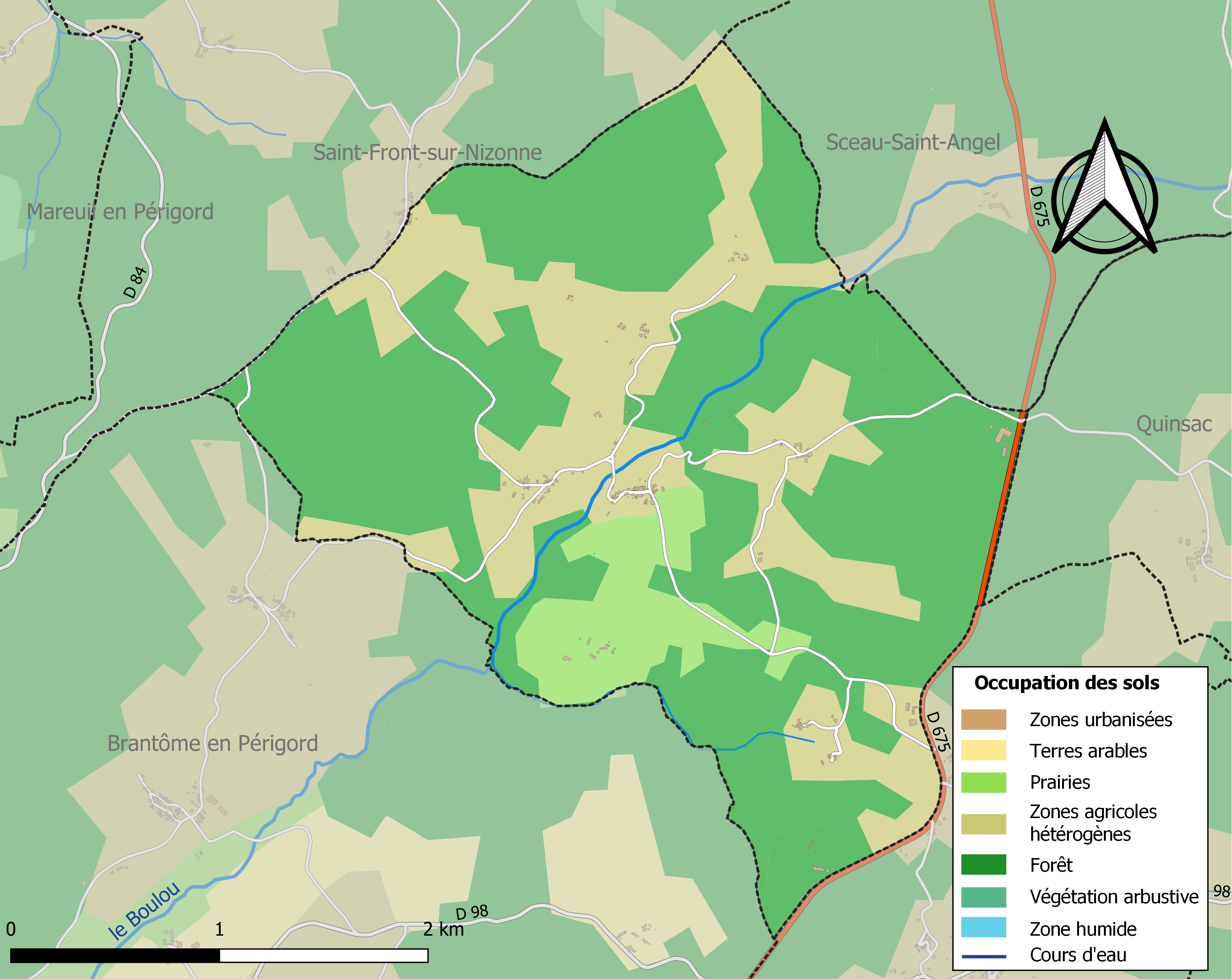
Bodenbedeckung in La Chapelle-Montmoreau

Die Bodenbedeckung der Gemeinde La Chapelle-Montmoreau schlüsselt sich im Jahr 2018 gemäß der europäischen Datenbank CORINE Land Cover (CLC) wie folgt auf:
- Wälder – 63,6 %
- heterogene landwirtschaftliche Nutzung – 28,8 %
- Wiesen – 7,6 %

Die forstwirtschaftliche Nutzung steht eindeutig im Vordergrund. Der Anteil der Waldflächen hat sich seit 1990 von 63,0 % auf 63,6 % im Jahr 2018  geringfügig erhöht.

## Klima
La Chapelle-Montmoreau besitzt ein abgeschwächtes ozeanisches Klima, das sich durch folgende Parameter auszeichnet:
| Klimaparameter im Zeitraum 1971–2000 - Jahresmittel: 11,9 °C - Anzahl der Tage unter −5 °C: 3,4 - Anzahl der Tage oberhalb 30 °C: 7,2 - Maximum im Tages-Temperaturunterschied: 14,8 °C - Jahresniederschlag: 968 mm - Niederschlagstage im Januar: 13,1 - Niederschlagstage im Juli: 7,2 |

Durch den Klimawandel zeichnen sich Erhöhungen im Jahresmittel ab, die sich bereits auch bemerkbar machen. So ist beispielsweise an der 65 Kilometer entfernten Wetterstation am Flughafen von Limoges-Bellegarde das langjährige Jahresmittel von 11,2 °C für 1971–2000 über 11,4 °C für 1981–2010 auf 11,8 °C für 1991–2020 angestiegen – ein Zuwachs um 0,6 °C innerhalb von 20 Jahren.

## Hydrographie

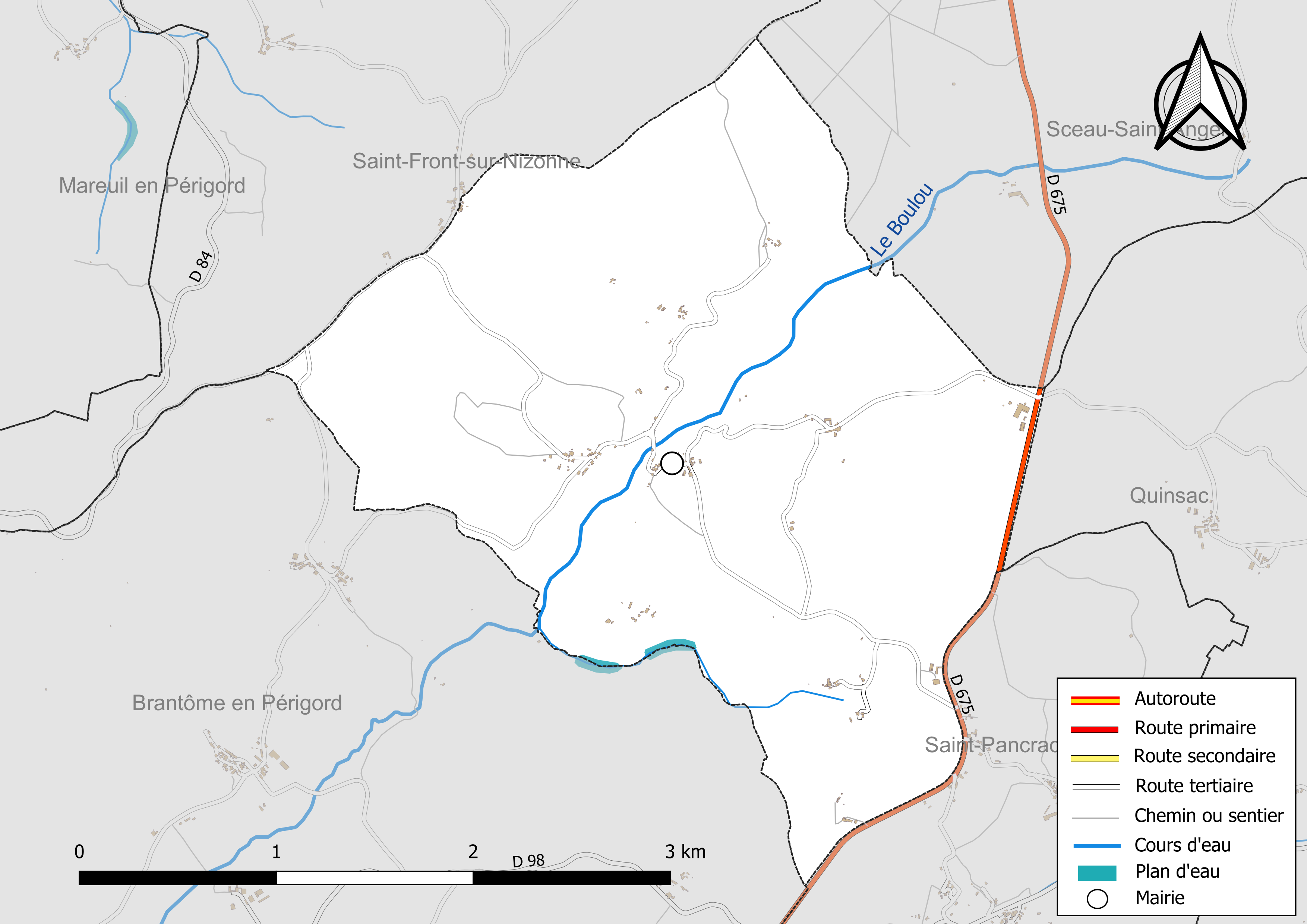
Hydrographische Karte von La Chapelle-Montmoreau

Das Gemeindegebiet wird mittig vom Boulou durchflossen, der nach Südwesten entwässert. Er nimmt an der Südwestgrenze einen von Pradarier herunterziehenden linken Seitenarm auf, der zu zwei Weihern aufgestaut ist und die Gemeindegrenze zu Brantôme en Périgord (vormals Saint-Crépin-de-Richemont) markiert. Linksseitig empfängt der Boulou ferner zwei Trockentäler, das nördliche mündet kurz unterhalb der jetzt verfallenen Mühle Moulin de Bernillou und das weiter südwärts gelegene, nur sehr kurze, nördlich der Domaine de Montmoreau. Auf der rechten Talseite verläuft ebenfalls ein Trockental; auch es markiert den Grenzverlauf zu Brantôme en Périgord (vormals Saint-Crépin de Richemont).
Der Boulou gehört zum Flusssystem Isle-Dronne.
Das Entwässerungsnetz besitzt eine Gesamtlänge von 4,5 Kilometer.

## Geologie

Geologische Karte von La Chapelle-Montmoreau

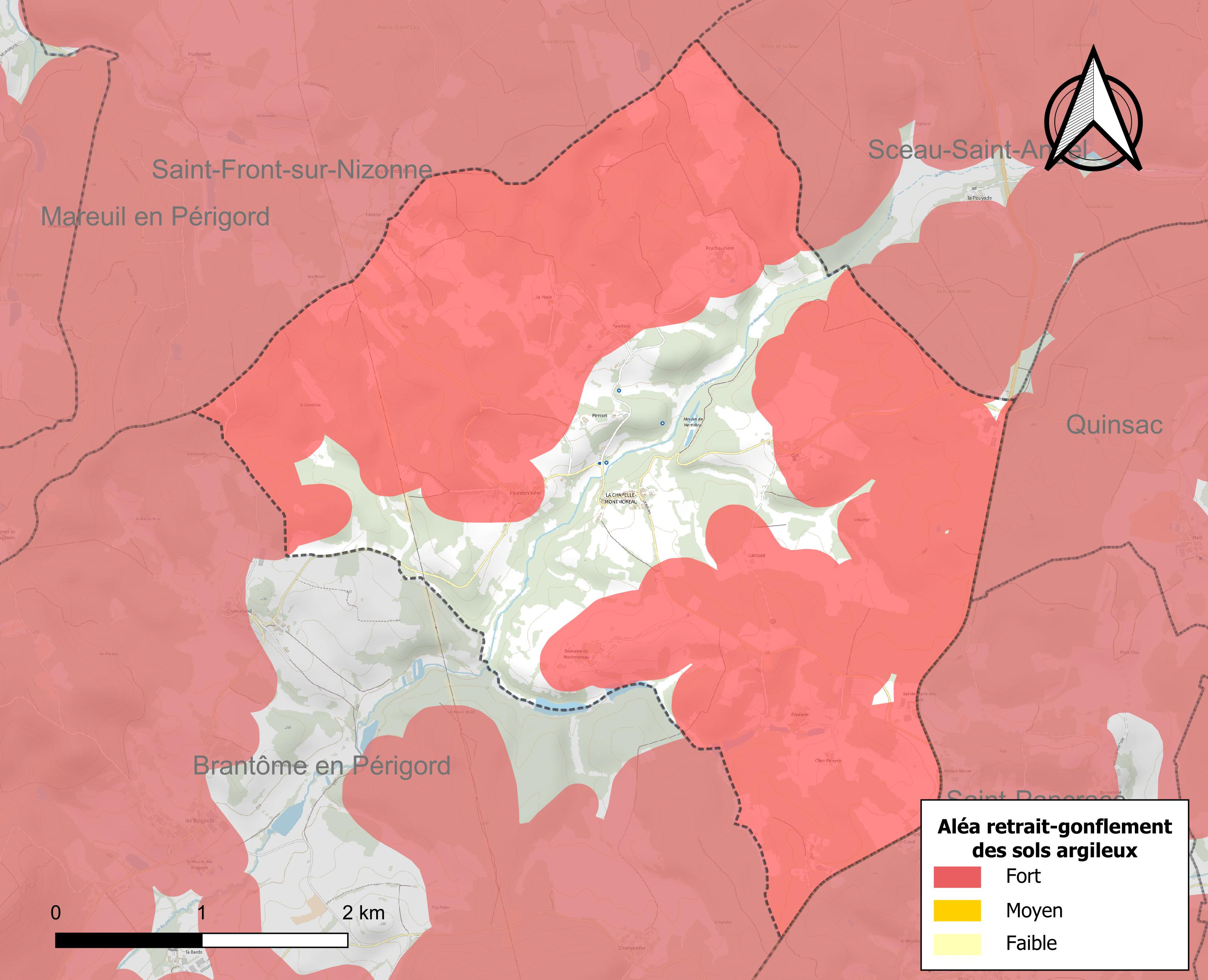
Aufquellgefahr der Tonböden

Die Gemeinde La Chapelle-Montmoreau wird vollständig von flach liegenden (Einfallswinkel bis maximal 8° nach Südwest) Sedimenten des nordöstlichen Aquitanischen Beckens unterlagert. Der Schichtverband gehört strukturell zum Nordflügel der Combiers-Saint-Crépin-de-Richemont-Synklinale.
Älteste aufgeschlossene Formation ist die Angoulême-Formation des Unteren Angoumiens (Turonium – Formation c 3b). Es handelt sich hier um massive Rudistenkalke, die im Gelände Schichtrippen und kleinere Steilwände mit Abris und Höhlen bilden können. Sie sind beidseitig des Boulous aufgeschlossen. Darüber folgt Oberes Angoumien (Formation c 3c) – etwas feinbankigere, kryptokristalline Rudistenkalke, die auch detritisch vorkommen. Über das Turon legen sich die relativ harten Fossilkalke des Coniaciums (Formation c 4), anstehend an der Südwestgrenze entlang der beiden Seitentäler des Boulous. Bei Sainte Marie des Bois liegt auch noch ein kleines Vorkommen von Untersanton (Formation 5 a) – kreidige, plattige glaukonithaltige Kalke.
Diskordant über die Schichten der Oberkreide legen sich Alterite (Kolluvium der Formationen AC und ACF – Sande und Schotter) des Tertiärs. Sie finden sich auf den beiden Höhenlagen nordwestlich und südöstlich des Bouloutals. Diese im Pleistozän umgelagerten Hüllsedimente werden von zwei fossilen Flusssystemen gekrönt, deren Schotter stellenweise als verfestigte Konglomerate (Formation HF) ausgebildet sind (Konglomerat von Saint-Crépin-de-Richemont). Ihr Alter wird als Eozän bzw. Unteres Oligozän eingestuft. Die kontinentalen Sedimente stammen aus dem Massif Central bei Nontron und wurden in Richtung Südwest geschüttet. Sie werden entlang der Nordwestgrenze bei Filoine und entlang der Südostgrenze bei Le Claud (Gemeinde Saint-Pancrace) angetroffen. Die Höhenlagen entlang der D 675 im Osten krönen pliozäne bis altpleistozäne Kiese in sandig-toniger Matrix (Formation Fs). 
Die Trockentäler werden von eiszeitlichem Kalkhangschutt verfüllt (Formation GP). Im Bouloutal selbst haben sich sehr rezente alluviale Sedimente des Holozäns abgelagert (Formation K).

### Tonböden
Die Aufquellgefahr der Tonböden ist auf den Hanglagen beiderseits des Boulous eindeutig erhöht, da diese über den Kreidesedimenten hauptsächlich von tonreichen Alteriten abgedeckt werden.

## Ökologie

### Naturpark
Die Gemeinde La Chapelle-Montmoreau ist ein integraler Bestandteil des Regionalen Naturparks Périgord-Limousin.

### Schutzgebiete

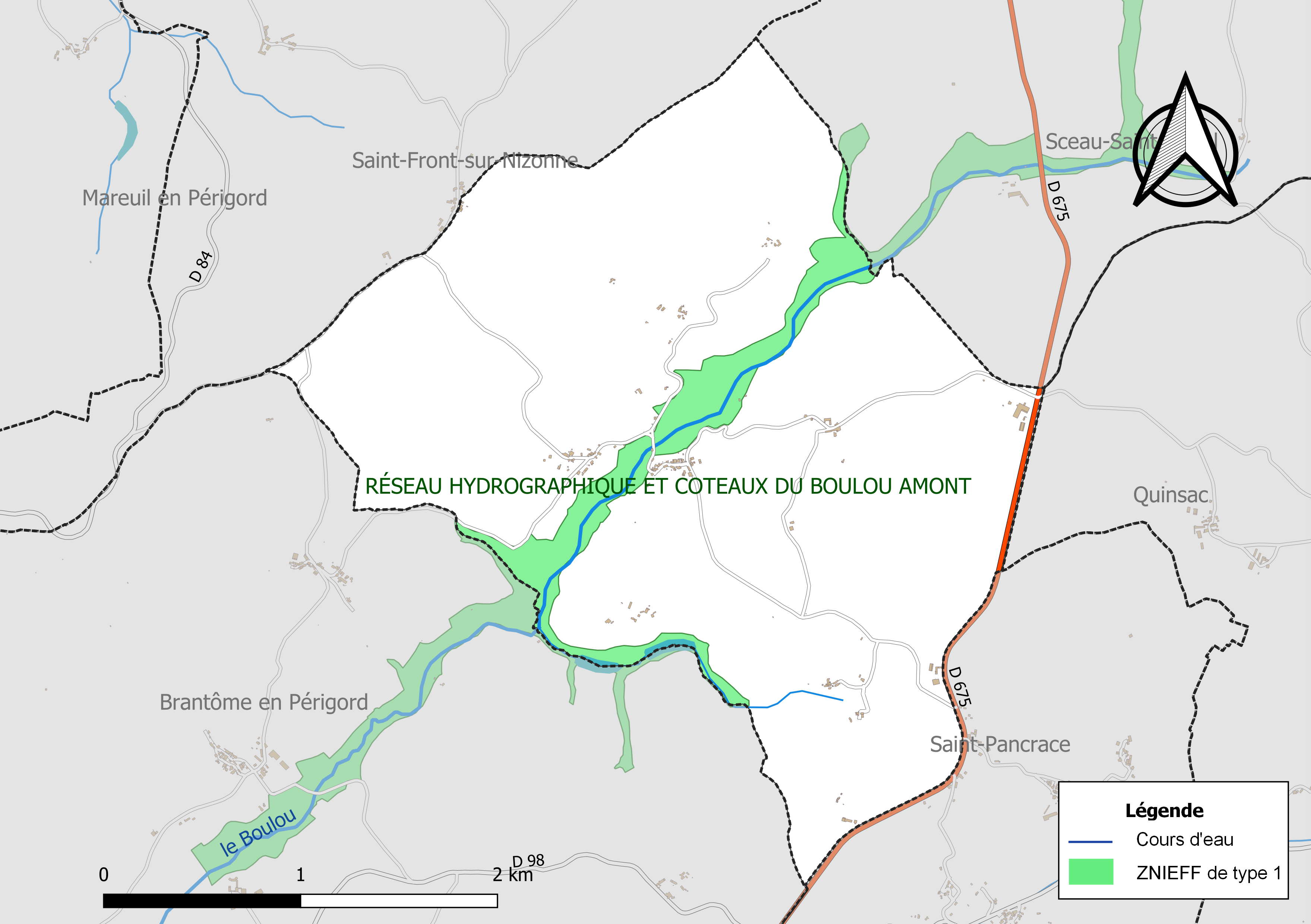
Schutzgebiet des Typus 1

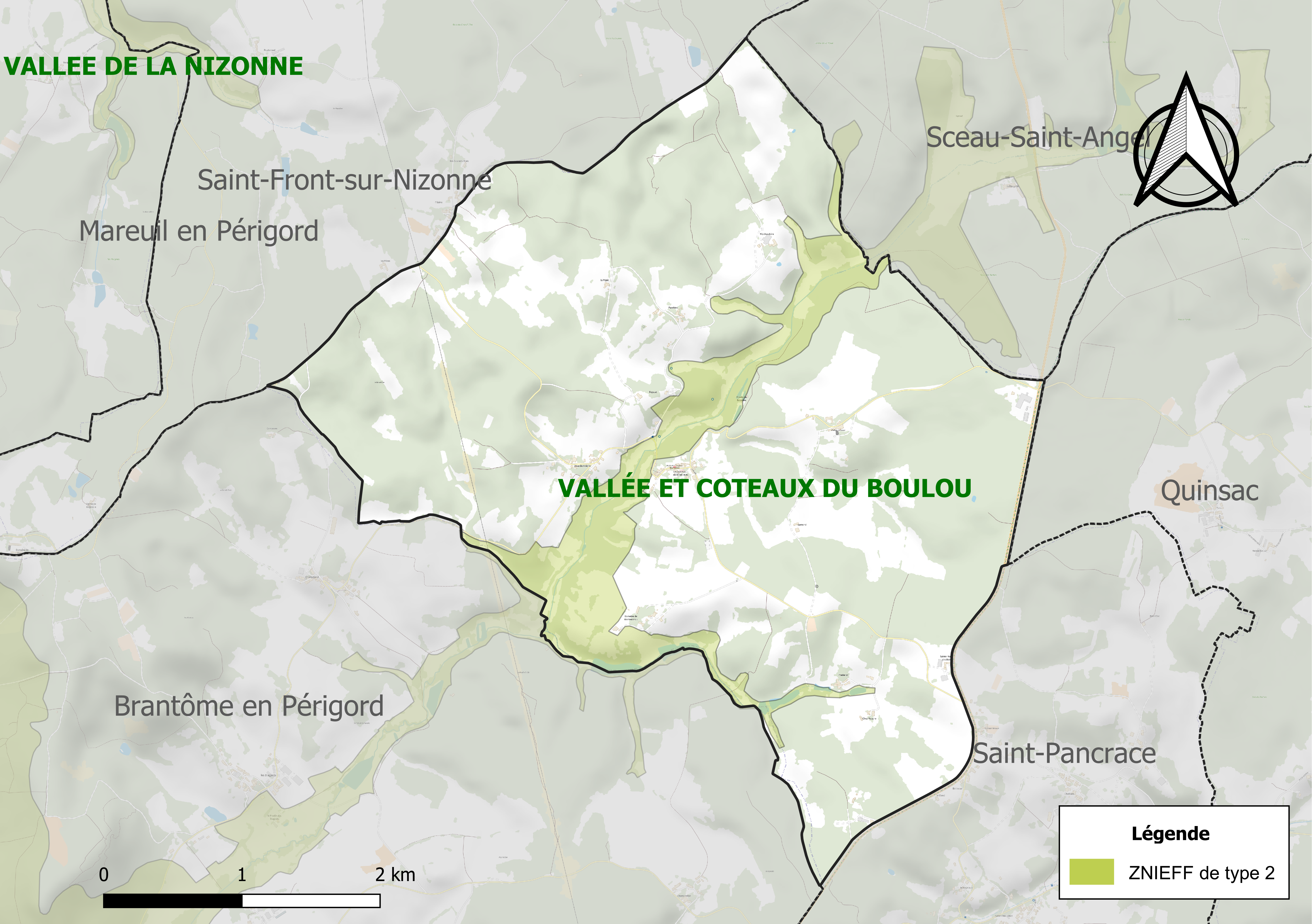
Schutzgebiet des Typus 2

La Chapelle-Montmoreau weist entlang des Boulous zwei Schutzzonen auf:

#### Schutzgebiet des Typus 1
Auf drei Kilometer bildet der Boulou mitsamt seinen Nebenläufen unter der Bezeichnung Réseau hydrographique et coteaux du Boulou amont (Entwässerungsnetz und Hanglagen am talaufwärtigen Boulou) eine ZNIEFF (Französisch zone naturelle d'intérêt écologique, faunistique et floristique) des Typus 1 von großer Artenvielfalt. 
Angetroffen werden insgesamt die Taxa von 248 Insekten, 11 Amphibien, 7 Reptilien, 79 Vögel und 10 Pflanzen. Für die Fauna charakteristisch sind Dohlenkrebs (Austropotamobius pallipes), Blindschleiche (Anguis fragilis), Grasfrosch (Rana temporaria), Westlicher Schlammtaucher (Pelodytes punctatus), Europäischer Laubfrosch (Hyla arborea), Gelbbauchunke (Bombina variegata) und Marmormolch (Triturus marmoratus). Kennzeichnend unter den Insekten sind Helm-Azurjungfer (Coenagrion mercuriale), Südlicher Kurzgeschwänzter Bläuling (Cupido alcetas), Quendel-Ameisenbläuling (Phengaris arion), Zweigestreifte Quelljungfer (Cordulegaster boltonii), Großer Feuerfalter (Lycaena dispar), Skabiosen-Scheckenfalter (Euphydryas aurinia), Gemeine Ameisenjungfer (Myrmeleon formicarius), Gemeine Keiljungfer (Gomphus vulgatissimus), Große Zangenlibelle (Onychogomphus uncatus), die Weberböcke Judolia erratica und  Musaria rubropunctata, die Schwebfliege Milesia crabroniformis, Spiegelfleck-Dickkopffalter (Heteropterus morpheus), Kleiner Schillerfalter (Apatura ilia) und Nachtkerzenschwärmer (Proserpinus proserpina).

#### Schutzgebiet des Typus 2
Das Schutzgebiet des Typus 1 bildet jedoch zusammen mit seinem talabwärtigen Pendant Réseau hydrographique et coteaux du Boulou aval (Entwässerungsnetz und Hanglagen des talabwärtigen Boulous) nur ein Teilstück einer weit ausgedehnteren Schutzzone (ZNIEFF des Typus 2), die unter der Bezeichnung Vallée et coteaux du Boulou (Talung und Hanglagen des Boulous) den gesamten Flusslauf des Boulous (inklusive seines linken Nebenflusses an der Südostgrenze des Gemeindegebietes) von seiner Quelle bis zur Mündung in die Dronne umfasst.
Das Bouloutal ist wegen seiner außergewöhnlichen Vielfalt an Insekten – insbesondere an Schmetterlingen und an Libellen – von nationalem Interesse. Dies findet seinen Ausdruck in den drei Schutzgebieten.

## Bevölkerungsentwicklung
| Jahr | Einwohner |  |
| 1962 | 96        |  |
| 1968 | 85        |  |
| 1975 | 79        |  |
| 1982 | 88        |  |
| 1990 | 87        |  |
| 1999 | 91        |  |
| 2005 | 81        |  |
| 2006 | 80        |  |
| 2008 | 75        |  |
| 2010 | 74        |  |
| 2015 | 71        |  |
| 2016 | 69        |  |
| 2017 | 68        |  |
| 2019 | 72        |  |

Quelle: INSEE
Die Bevölkerung in der Gemeinde La Chapelle-Montmoreau ist rückläufig, sie hatte sich aber ab 1975 bis 1999 zwischenzeitlich wieder erholt.
Bei einer Fläche von 8,09 Quadratkilometer beträgt die Bevölkerungsdichte 8,9 Einwohner/km². Die Gemeinde besitzt die niedrigste Bevölkerungsdichte im Kanton Brantôme en Périgord.

## Bürgermeister
Bürgermeister von La Chapelle-Montmoreau ist seit Juni 1992 der zur UMP gehörige Alain Peyrou, der im Mai 2020 wiedergewählt wurde.

## Präsidentschaftswahlen 2022
| Kandidaten                       | Kandidaten            | Parteien                      | Parteien            | 1. Wahlgang | 1. Wahlgang | 2. Wahlgang | 2. Wahlgang |
| Kandidaten                       | Kandidaten            | Parteien                      | Parteien            | Stimmen     | %           | Stimmen     | %           |
| -------------------------------- | --------------------- | ----------------------------- | ------------------- | ----------- | ----------- | ----------- | ----------- |
|                                  | Emmanuel Macron       | En marche !                   | EM                  | 15          | 31,91 %     | 32          | 80,00 %     |
|                                  | Marine Le Pen         | Front national                | FN                  | 2           | 4,26 %      | 8           | 20,00 %     |
|                                  | Jean-Luc Mélenchon    | Front de gauche               | FDG                 | 8           | 17,02 %     |             |             |
|                                  | Éric Zemmour          | Reconquête                    |                     | 1           | 2,13 %      |             |             |
|                                  | Valérie Pécresse      | Les Républicains              | LR                  | 6           | 12,76 %     |             |             |
|                                  | Jean Lassalle         | Résistons !                   | R                   | 8           | 17,02 %     |             |             |
|                                  | Anne Hidalgo          | Parti socialiste              | PS                  | 3           | 6,38 %      |             |             |
|                                  | Fabien Roussel        | Parti communiste français     | PC                  | 0           | 0,00 %      |             |             |
|                                  | Nicolas Dupont-Aignan | Debout la République          | DLR                 | 2           | 4,26 %      |             |             |
|                                  | Yannick Jadot         | Europe Écologie-Les Verts     | EELV                | 1           | 2,13 %      |             |             |
|                                  | Nathalie Arthaud      | Lutte Ouvrière                | LO                  | 0           | 0,00 %      |             |             |
|                                  | Philippe Poutou       | Nouveau Parti anticapitaliste | NPA                 | 1           | 2,13 %      |             |             |
|                                  |                       |                               |                     |             |             |             |             |
| Gesamt                           | Gesamt                | Gesamt                        | Gesamt              | 47          | 100 %       | 40          | 100 %       |
|                                  |                       |                               |                     |             |             |             |             |
| Gültige Stimmen                  | Gültige Stimmen       | Gültige Stimmen               | Gültige Stimmen     | 47          | 95,92 %     | 40          | 86,96 %     |
| Ungültige Stimmen                | Ungültige Stimmen     | Ungültige Stimmen             | Ungültige Stimmen   | 2           | 4,08 %      | 6           | 13,04 %     |
| Wahlbeteiligung                  | Wahlbeteiligung       | Wahlbeteiligung               | Wahlbeteiligung     | 49          | 83,05 %     | 46          | 77,97 %     |
| Enthaltungen                     | Enthaltungen          | Enthaltungen                  | Enthaltungen        | 10          | 16,95 %     | 13          | 22,03 %     |
| Registrierte Wähler              | Registrierte Wähler   | Registrierte Wähler           | Registrierte Wähler | 59          |             | 59          |             |
|                                  |                       |                               |                     |             |             |             |             |
| Quelle: Ministère de l'Intérieur |                       |                               |                     |             |             |             |             |

Die Präsidentschaftswahlen 2022 in La Chapelle-Montmoreau konnte Emmanuel Macron eindeutig für sich entscheiden.

## Wirtschaft

### Beschäftigung
Im Jahr 2015 betrug die erwerbsfähige Bevölkerung zwischen 15 und 64 Jahren 23 Personen bzw. 32,4 % der Gesamtbevölkerung. In La Chapelle-Montmoreau ist seit 2010 niemand als arbeitslos gemeldet.

### Unternehmen
Am 31. Dezember 2015 waren 11 Unternehmen in La Chapelle-Montmoreau ansässig, davon 4 in Landwirtschaft, Forsten und Fischerei, 2 im Sektor Handel, Transport oder Dienstleistungen, 2 im Sektor Verwaltung, Bildung, Gesundheit oder Soziales, 2 im Baugewerbe und 1 in der Industrie.

## Sehenswürdigkeiten
- Kapelle im Ortskern von La Chapelle-Montmoreau
- Schloss Château de Lannet
- Herrenhaus Manoir de Montmoreau

## Photogalerie

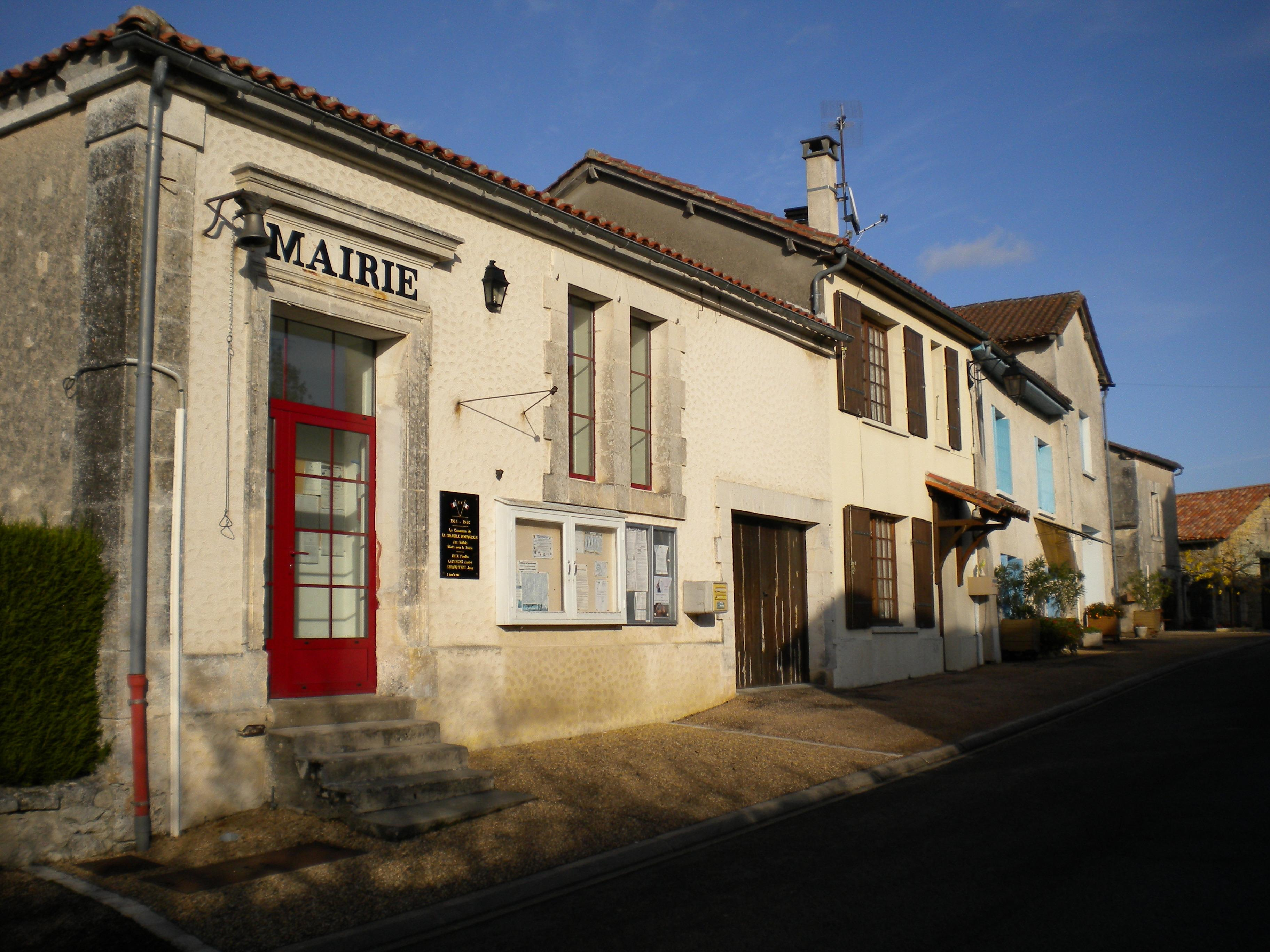
Rathaus (Mairie) von La Chapelle-Montmoreau
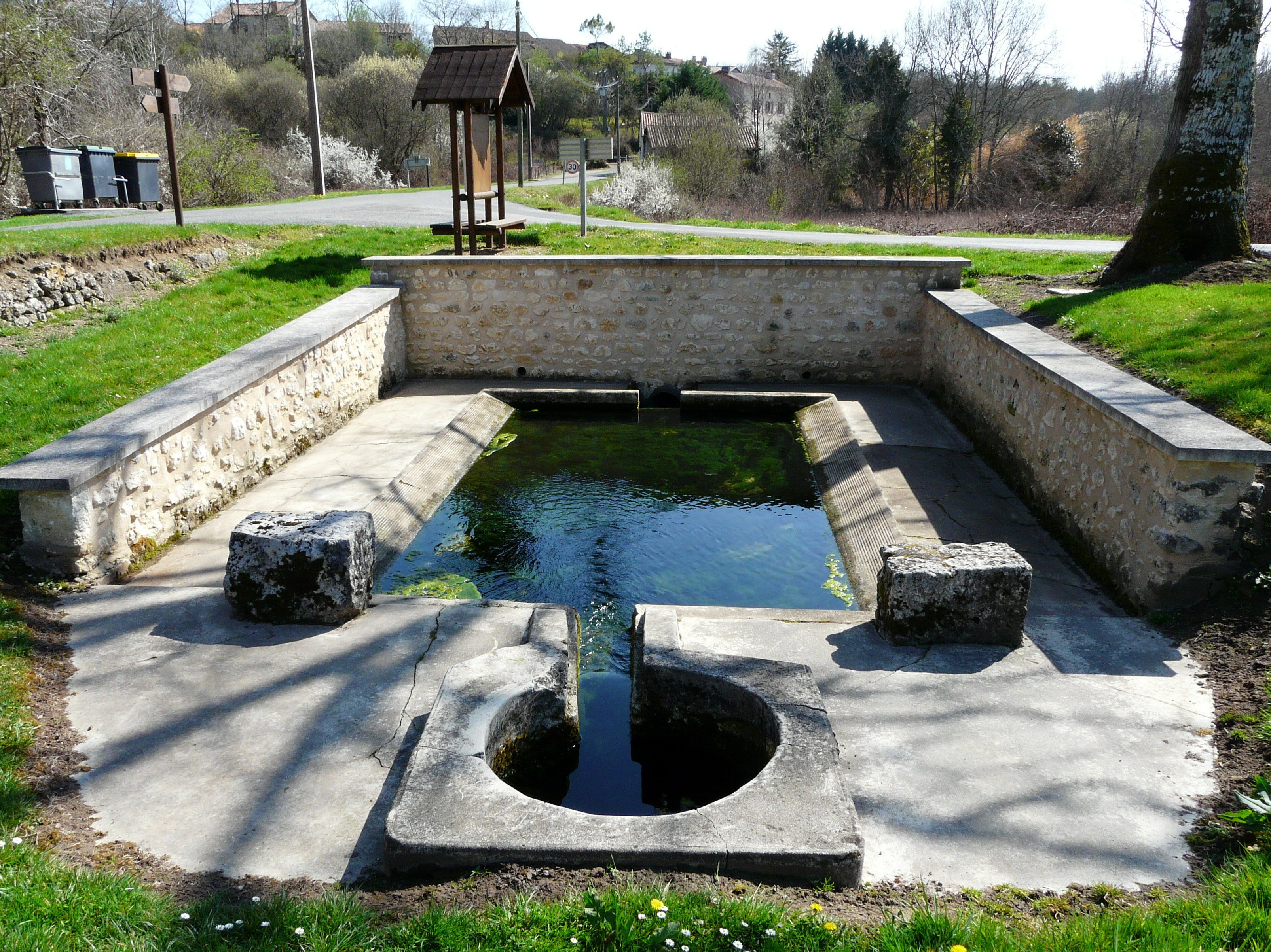
Waschbecken (Lavoir) am Ortseingang
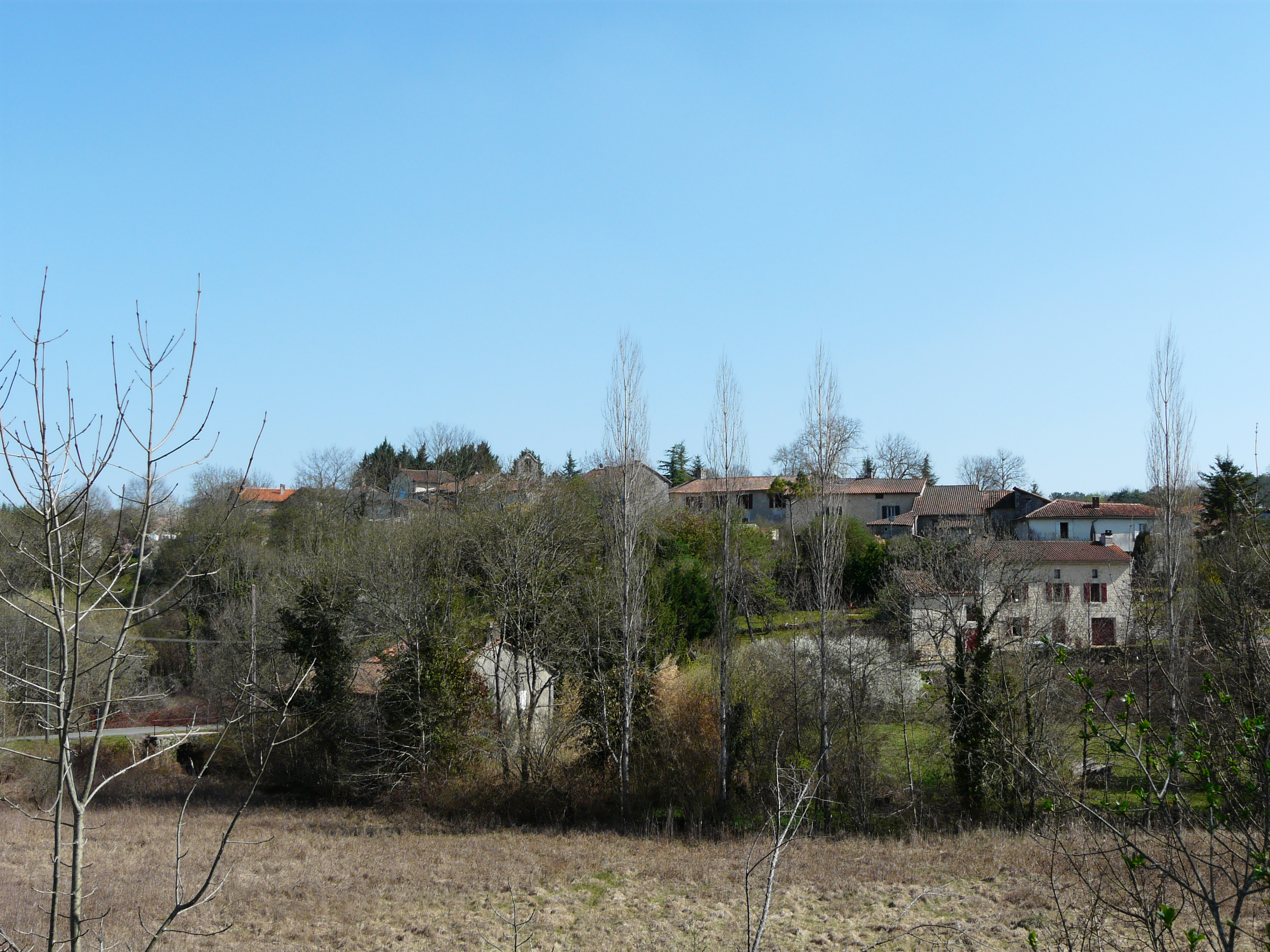
Ortsansicht von Westen
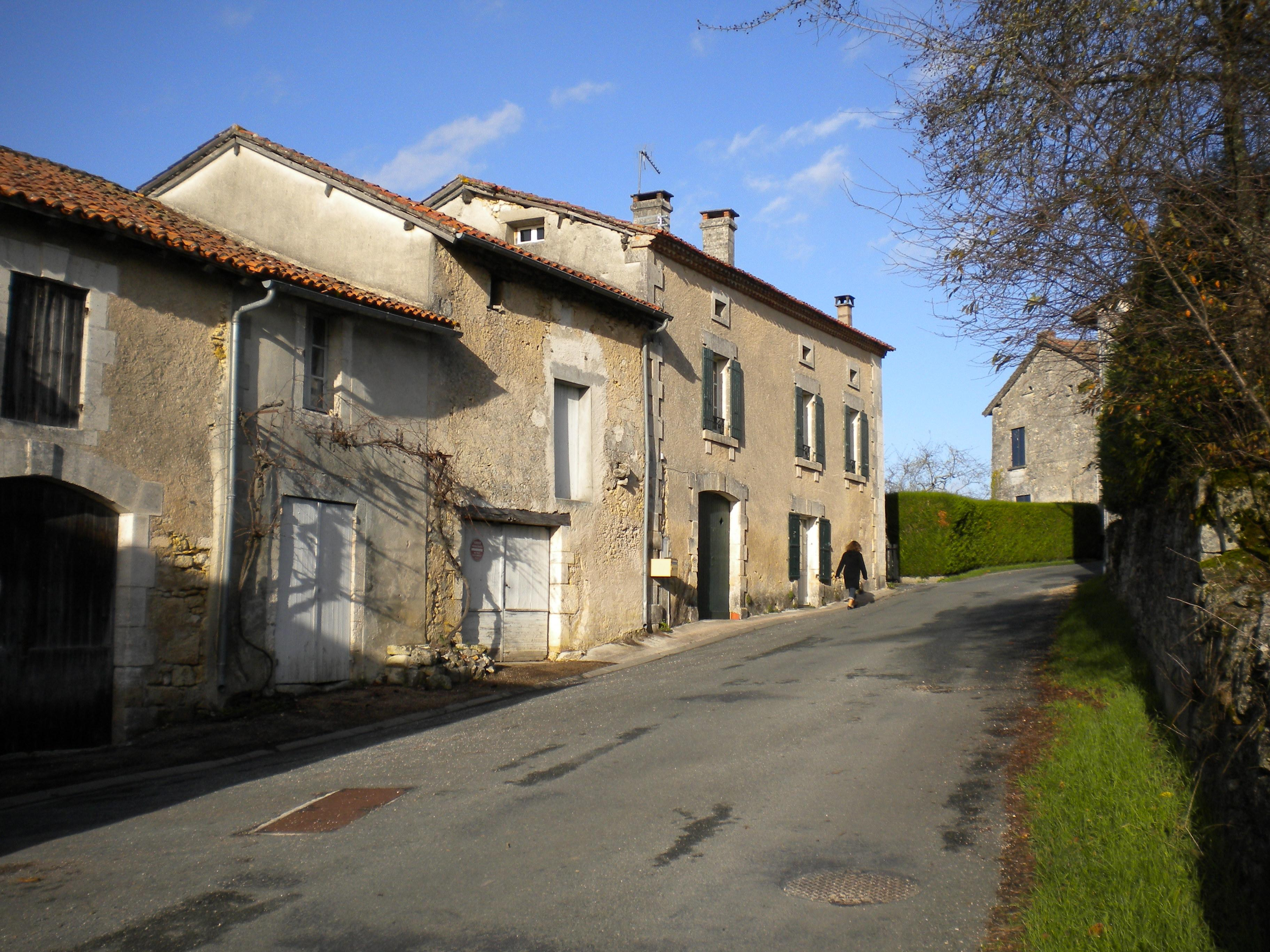
Häuserzeile im Ortskern
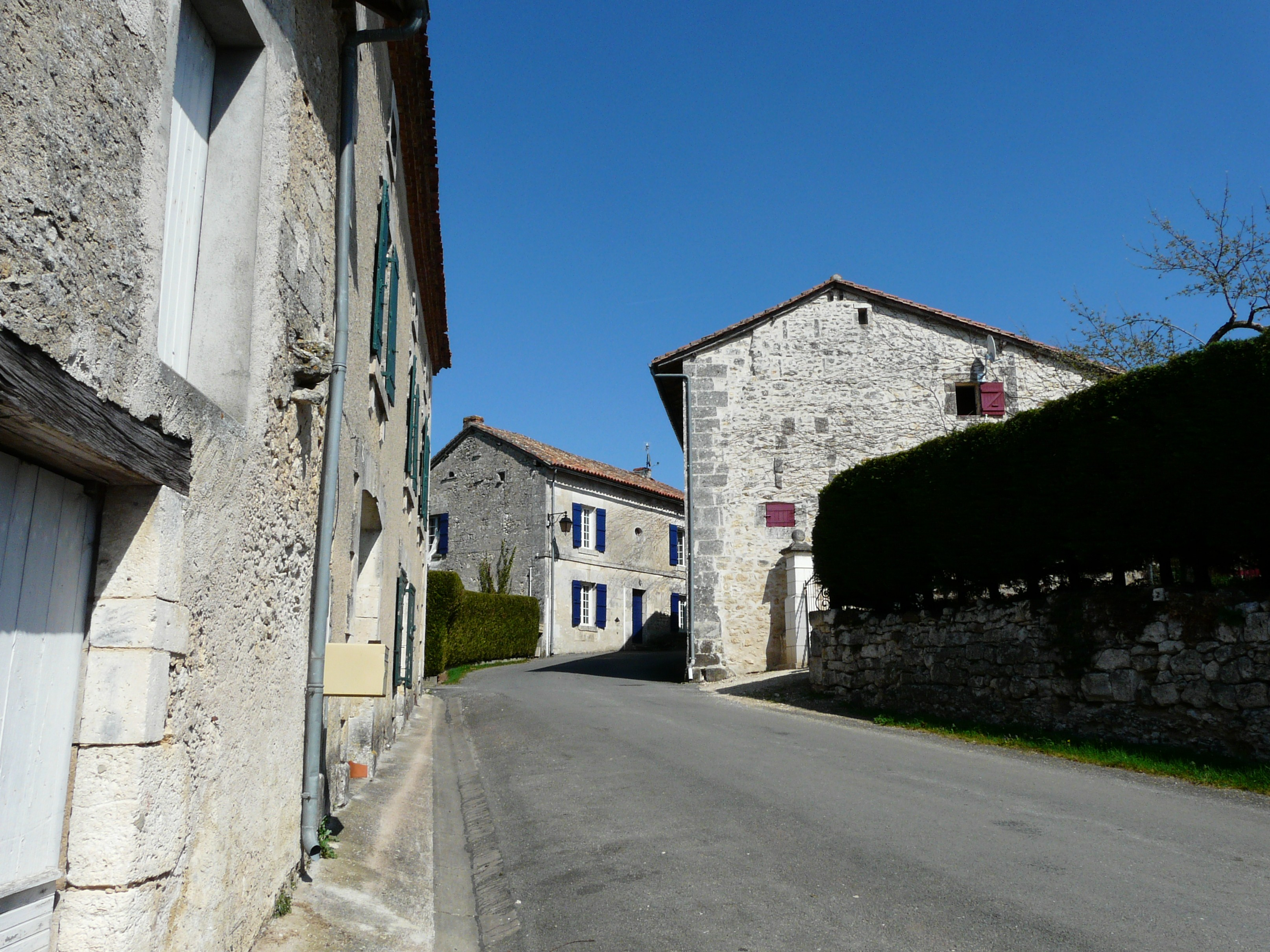
Straßenansicht im Ortskern
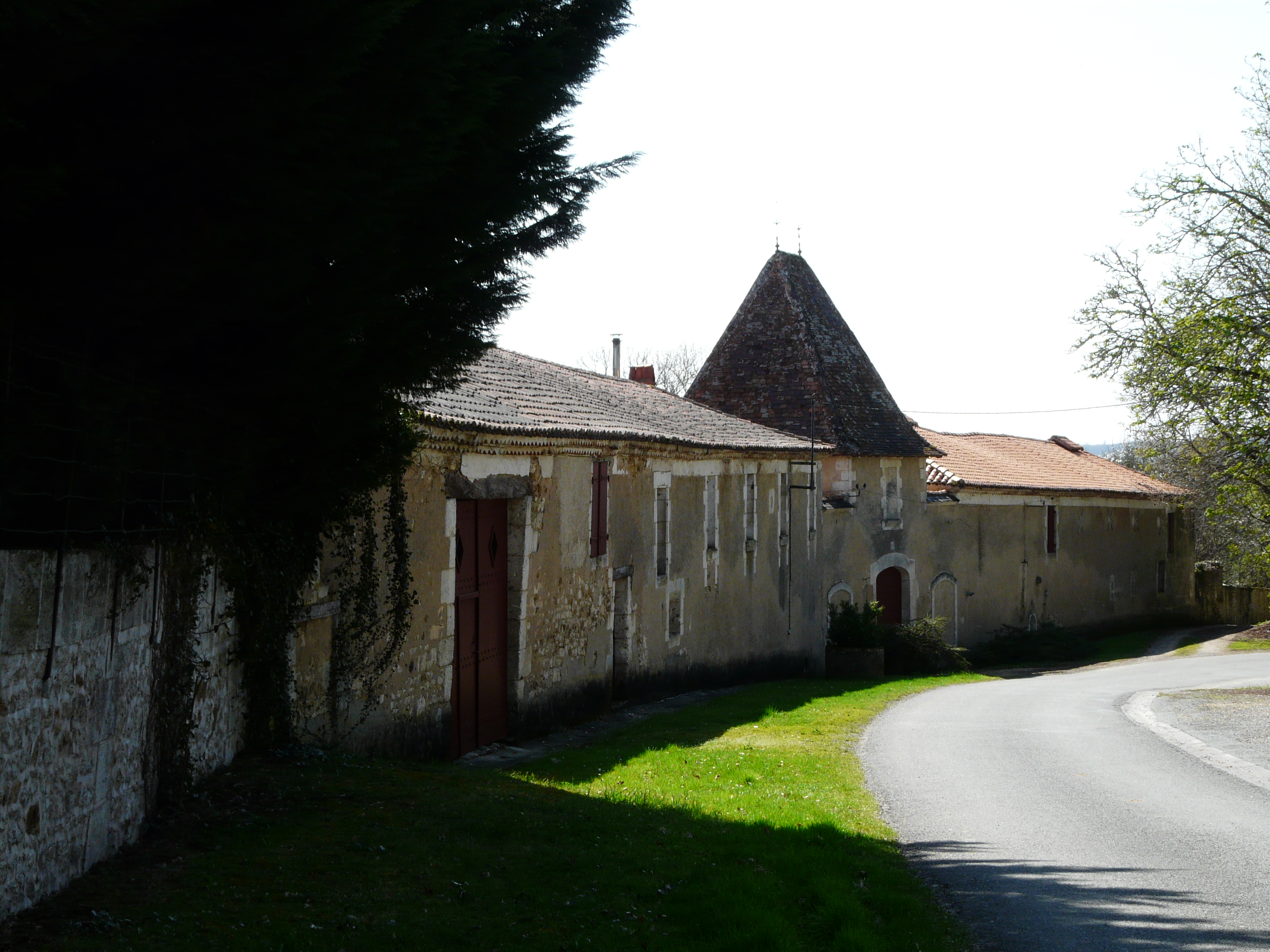
Eingang zum Château de Lannet
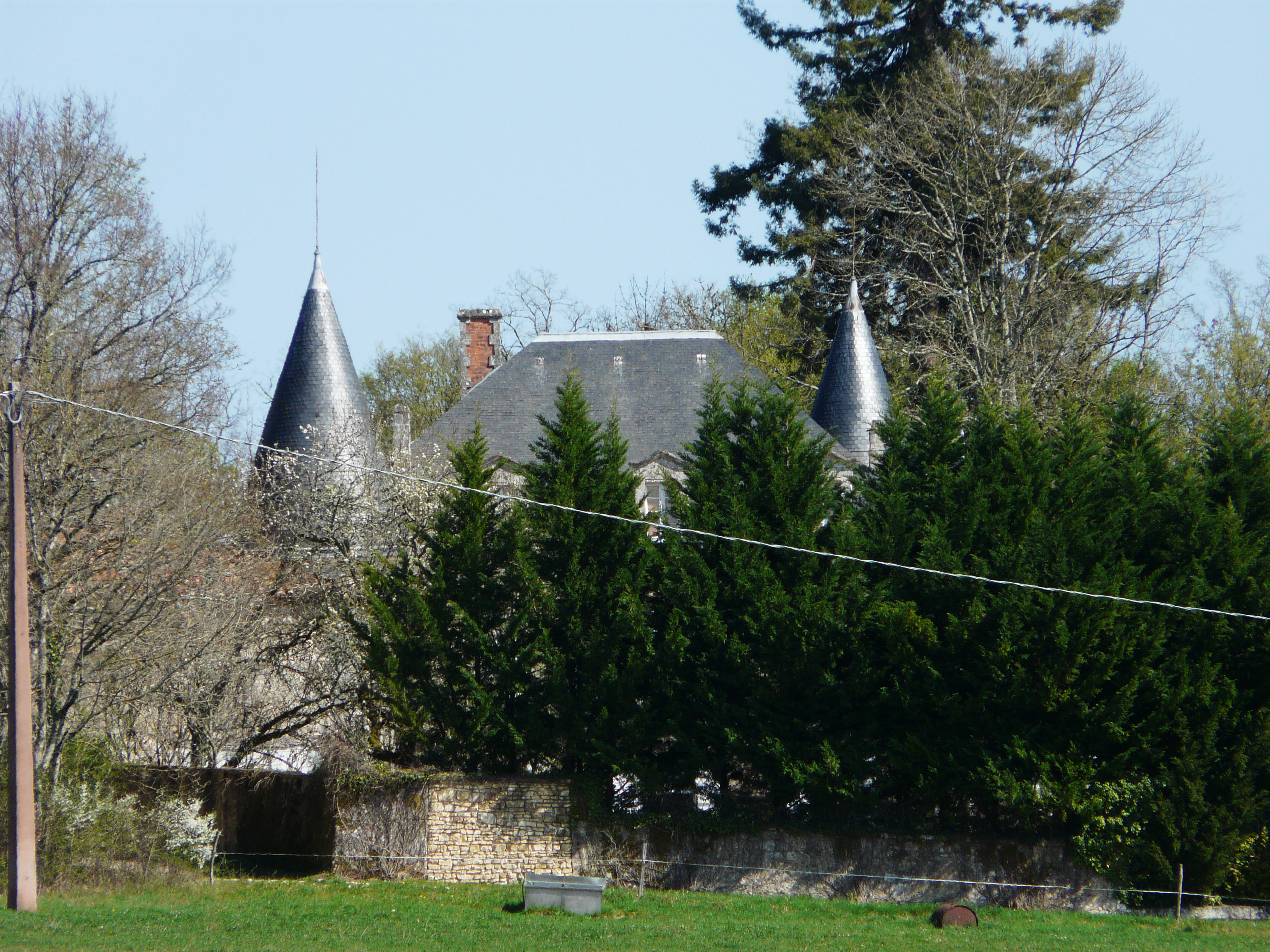
Château de Lannet
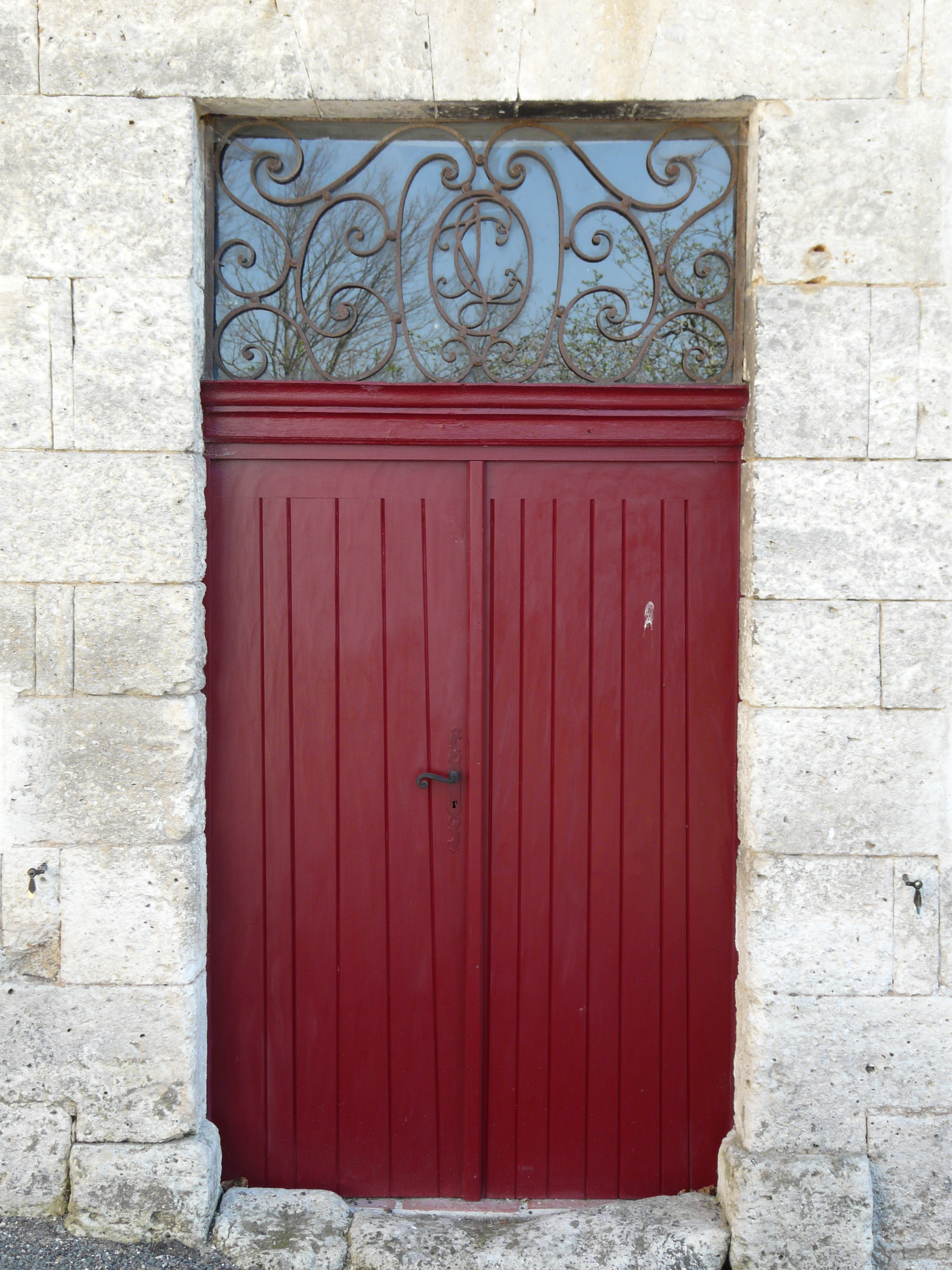
Eingangstür
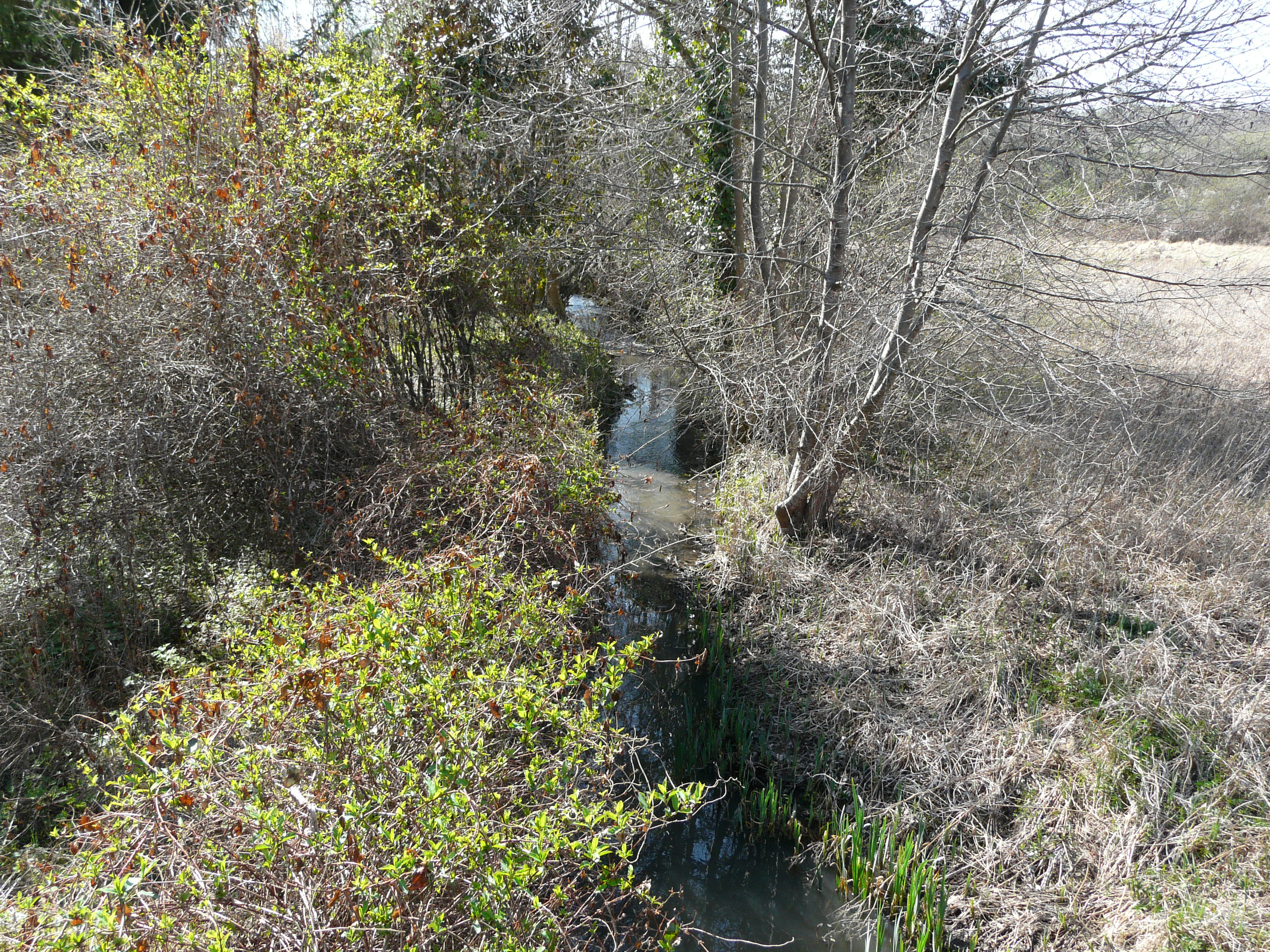
Der Boulou nordöstlich des Ortskerns